# 2011年6月澳门

## 6月30日
- 中級法院駁回尹國駒假釋上訴。判決書
- 行政長官崔世安分別與行政長官選舉委員會委員中的部分工商、金融界人士座談，聽取選委對特區政府施政和特區發展的意見與建議。新聞局（页面存档备份，存于）
- 龍園大廈管理委員會在管理權官司獲勝訴，在街總見證下與管理公司進行完成管理權移交。華僑報（页面存档备份，存于）
- 政府將撥款約三百萬元澳門幣委託兩間調研公司和顧問公司，分別進行新巴士服務滿意度調查及本澳巴士線網深化研究，結果將作為政府落實巴士路線優化和站點調整工作的參考依據。現代澳門日報[]
- 小潭山超高樓宇：
  - 環境保護局張紹基表示，沒為發展商補充環評報告設提交限期，會改為分析三十天公開收集來的意見。正報
- 中聯辦、中央駐澳機構及駐澳中資企業舉辦多種活動，隆重紀念中國共產黨建黨九十周年。華僑報（页面存档备份，存于）
- 一批在威尼斯人地盤工作的本地工人到政府總部遞信，稱遭僱主欠薪兩個月，發還欠薪時更被歧視。新華澳報
- 工聯公布「澳門非法勞工（黑工）問題問卷調查分析報告」。立法議員關翠杏促請政府履行責任，盡早立法保障本地工人權益。市民日報[]
- 社工局舉辦《長者權益保障綱要法》框架首場公衆諮詢會，多名長者出席發言。澳門日報

## 6月29日
- 新口岸藝園早上發現可疑物體，經特警非常規爆炸品科人員引爆，證實並非為爆炸品，司警接手調查，列作恐嚇案處理，但事前並無收到任何遭炸彈恐嚇舉報。華僑報（页面存档备份，存于）
- 爭取廿年的《非高等教育私立學校教學人員制度框架》獲立法會一般性通過。多名議員批評法案未能體現對教師的職業保障。正報
- 立法會否決由吳國昌、區錦新和陳偉智提出的、關於審計報告披露官員公幹花費豪奢的聽證動議。另外吳國昌在議程前發言指出，行政長官發出的《公務人員出外公幹指引》批示不是加強透明度和公眾監察，反而是縱容高級官員涉嫌濫用公帑的行為合法化。正報正報
- 衛生局發表的《澳門癌症登記年報2009》 指，肺癌是澳門頭號致命癌症。新聞局（页面存档备份，存于）
- 政府收回一幅位於氹仔、面積3,000平方公尺的政府土地，將用於興建公共房屋。新聞局（页面存档备份，存于）

## 6月28日
- 為期三天的中國拉丁美洲加勒比經濟技術合作論壇在澳門召開。正報
- 為期三天的第八屆亞太電信與資訊及通訊科技發展論壇在澳門舉行。運輸工務司司長劉仕堯致詞時表示，特區政府已為開放電信市場作好部署。澳門日報
- 電信管理局長陶永強表示，澳門電訊網絡的對外頻寬仍有改善空間，但目前仍然足夠。政府希望透過開放市場，屆時網速及上網要求將可改善。澳門日報
- 旅遊局舉辦圓桌座談會，邀請了三十多位與旅遊業相關的代表發言，探討如何打造世界旅遊休閒中心。但局長安楝樑拒絕回應如何杜絕旅遊糾紛。澳廣視（页面存档备份，存于）
- 三十多名來自內地的旅客在金沙旅遊巴停車場鼓譟，不滿接待的旅行社要求他們返回珠海留宿的安排，警方及旅遊局派員調解近兩小時候旅客獲安排留宿澳門現代澳門日報[]
- 交通事務局局長汪雲介紹新巴士服務時稱，未來新模式運作暢順後將進行大規模巴士路線調整。又指正有序開展各項新服務模式的工作，包括正為六百多台巴士安裝GPS衛星導航系統、語音報站系統、增設巴士站點資訊牌及建立訊息中心。華僑報（页面存档备份，存于）
- 衛生局即日起暫時停止各口岸的體溫篩查措施。新聞局（页面存档备份，存于）
- 台灣塑化劑事件：
  - 食安小組通知業界品停用一種被驗出DEHP含量超標的日本即食麵。新聞局（页面存档备份，存于）

## 6月27日
- 2011年3月至5月的失業率下降至回歸以來的最低水平，為2.6%，就業不足率為1.3%。兩者比上期都下降了0.1個百分點。統計暨普查局（页面存档备份，存于）
- 摩托車業界近日收到保險公司來函，指下月起駕駛年資不足兩年及年齡不足廿五歲的電單車駕駛者將不受保。澳門日報
- 澳門地區中國和平統一促進會副會長楊允中認為，澳門回歸就是一個最大的民主飛躍。他認為，講民主不能脫離大事。對於較早有國內學者批評國內叫人家唱革命歌曲卻不讓人家革命的情況，他回應說，國家進入前所未有的發展階段。正報
- 一名安徽女子全裸倒斃於葡京酒店客房內，司警初步懷疑死者被人以電話線勒斃。市民日報[]
- 警員自殺潮
  - 社會文化司司長張裕對半年來連續有紀律部隊的人員發生自殺事件表示關注，並稱如有需要，社工局將樂意提供支援。華僑報（页面存档备份，存于）
  - 治安警發言人透露過去大半年，曾經有九名警員到保安部隊事務局接受心理輔導。唯據悉近期出事的四名治安警員均無接受輔導。華僑報（页面存档备份，存于）
- 澳門家庭團聚聯合會到南灣中華廣場身份證明局與局方會面，要求政府協助解決他們的內地子女家庭來澳團聚。期間一度有超過二百人聚集。現代澳門日報[]

## 6月26日
- 一名治安警員被發現倒斃在維景酒店平台，是半年內第五宗懷疑警察自殺案。新聞局（页面存档备份，存于）
- 保護遺棄動物協會及貓空間發動為期五個月的簽名行動，並計劃舉行遊行，促請政府制定保護動物的法規。正報
- 善明會主席陳美儀指澳門顯性吸毒與隱性吸毒之比大約在一比九。華僑報（页面存档备份，存于）
- 思匯網絡研究總監陳卓華指提醒青年要進一步了解民主精神，應辨清民主和民粹，免淪為政治工具。澳門日報[]
- 澳門民生力量聯合會、五邑鄉親同盟會及中國澳門鋼筋扎鐵工程工會到澳廣視遞信，要求更詳盡報道涉及民生，以及民間對政府建議的新聞。市民日報[]

## 6月25日
- 終審法院駁回了澳門社會發展協會就在政府總部前三十米舉行示威提出之上訴。判決書
- 高士德大馬路下水道第九段重整工程正式動工，介乎賈伯樂提督街至荷蘭園大馬路的一段會封閉交通及禁止泊車，靠紅街市一邊的整條高士德大馬路及由荷蘭園大馬路往松山隧道方向的行車天橋同步改為反方向行車。新聞局（页面存档备份，存于）
- 社會文化司司長張裕下午參觀探訪望德堂多個文創區，與本地文創業界會面交流。他表示，政府構想以大三巴為中心點，向外劃出多個文化創意產業區域。新聞局（页面存档备份，存于）新聞局（页面存档备份，存于）
- 司警昨晚至今日凌晨到夜場進行反毒品巡查行動，一名男性公務員疑在路氹某酒店的士高內拒絕合作，並涉嫌襲擊司警人員被捕。澳門日報
- 一項民意測驗結果顯示，居民對特區政府和特首表現評分再度下降，五個司長評價亦全線下跌。華僑報（页面存档备份，存于）

## 6月24日
- 第一屆兩岸四地電子媒體業高峰論壇在澳門漁人碼頭會議展覽中心舉行，當中兩場論壇以三網融合為題，讓兩岸四地的與會代表分享經驗與互相交流。新華澳報
- 各品牌奶粉香港代理商在與政府部門商討後，將透過消委會網頁提供各品牌奶粉代理商在澳門之服務熱線電話資料，方便本澳家長購買奶粉。新聞局（页面存档备份，存于）
- 民署管委會主席譚偉文表示，署方無權決定龍環葡韻非法填湖地的用途。另外，交通事務局局長汪雲表示，沒有計劃在龍環葡韻濕地建設公交設施。正報
- 維澳蓮運位於氹仔的車輛維修中心開幕，目前已招聘到八成巴士司機。華僑報（页面存档备份，存于）
- 電信管理局局長陶永強表示，公共天線小組完成研究報告，短期內呈交行政長官，惟報告未提出解決公天問題的最終方案。市民日報[]
- 水電工會舉辦研討會，邀請相關專家共同探討智能電網的發展，以及電網智能化與生活的關係。澳門日報

## 6月23日
- 法律改革及國際法事務局局長朱琳琳表示，未來數月會就修訂《刑事訴訟法》開展諮詢，至於有關分層物業登記的法律制度的修改，預計明年上半年開始諮詢。新華澳報
- 運輸工務司司長劉仕堯回應其計劃將龍環葡韻非法填湖霸地，用於停泊公共及旅遊巴士時稱：「做巴士 （停泊場）也是服務市民。」他重申星麗門地段的發展必須包含最主要的電影製作項目，又拒絕運用。正報正報
- 台灣塑化劑事件：
  - 食安小組通知業界品停用一種被驗出DEHP含量超標的台灣製的飲料濃縮原液。新聞局（页面存档备份，存于）
- 政府建議調升的社屋收入上限及總資產淨值限額，一人家團月入由六千元放寬至七千元，資產上限也增加至十五萬元。新聞局（页面存档备份，存于）
- 理工學院一國兩制研究中心主任楊允中認為前行政長官何厚鏵卸任一職後已非常低調。市民日報[]
- 澳門中華新青年協會研究指，澳門青年不願引入外來競爭及不願走出澳門發展。華僑報（页面存档备份，存于）
- 運建辦公佈輕軌一期最新造價為110億元，比2009年增加46%，又指皇朝區途經倫敦街及波爾圖街的走線「塵埃落定」。澳門日報澳門日報
- 應中聯辦邀請，近三十名土生葡人到北京訪問四天。中通社（页面存档备份，存于）

## 6月22日
- 海關在路氹城撿獲439個未向海關申報之電腦硬盤，約值澳門幣15萬元。新聞局（页面存档备份，存于）
- 行政長官崔世安近日分別與行政長官選舉委員會委員中的部份政界和工商界人士座談，聽取對特區政府施政的意見建議。新聞局（页面存档备份，存于）
- 澳門泰國商會組織的澳門新聞界一行廿人人一連三天訪問泰國，期間拜訪泰國政府公共關係及新聞部。澳門日報
- 政府將一條貫通路氹城、長八百米的道路命名為「霍英東博士大馬路」。華僑報（页面存档备份，存于）
- 台灣塑化劑事件：
  - 食品安全統籌小組呼籲市民暫停食用一款在台灣生產、DEHP含量超標的果凍類食品。新聞局（页面存档备份，存于）
- 工人自救會及新澳門扎鐵聯合會召開記者會否認襲擊澳廣視人員。並表示已將由會員拍攝的片段交予警方及廉署要求跟進。市民日報[]

## 6月21日
- 台灣塑化劑事件：
  - 食安小組通知業界將一款被驗出DEHP含量超標、中國製造的烏龍茶飲料飲品下架，並呼籲市民暫停飲用。新聞局（页面存档备份，存于）
- 至今日為止，本年度錄得49宗猩紅熱病例。新聞局（页面存档备份，存于）
- 六名威尼斯人建築工人不滿被僱主拖欠逾兩個月薪金，工人危坐天秤上討薪和抗議。正報
- 社工局指去年共登記了673名吸毒者的資料，他們吸食的毒品以氯胺酮最多，人均月消費額5,809澳門元。新聞局（页面存档备份，存于）
- 司警在拘捕兩名哥倫比亞男子，撿獲五公斤高純度可卡因，市值超過1,100萬澳門元。現代澳門日報[]
- 上月通貨膨脹年率為5.19%。統計暨普查局（页面存档备份，存于）
- 六款石油產品減價。華僑報（页面存档备份，存于）
- 一輛滿載工友的高爾夫球場員工巴士，清晨失控衝進路環九澳高頂馬路施工路段，十六人受傷。肇事司機涉酒後駕駛接受調查。澳門日報
- 交通事務局表示，受巴士資源所限，暫不會設新巴士路線連接青洲至山頂醫院。市民日報[]

## 6月20日
- 行政會昨完成討論《非高等教育私立學校教學人員制度框架》法案，建議第一級教學人員應為第六級教學人員的「一點三倍或以上」。現代澳門日報[]
- 公共服務評審委員會指，在四十二個接受覆審的政府部門中，消費者委員會無法證明有做好對外服務承諾，成為唯一不合格的部門。正報
- 有關方面，供澳活豬批發價自本月廿五日起至七月一日逐步調升每司馬擔一百元，是月內第二次加價。澳門日報
- 熱帶風暴海馬影響，氣象局懸掛一號風球。華僑報（页面存档备份，存于）
- 政府設立交通諮詢委員會及澳門投資發展股份有限公司。印務局（页面存档备份，存于）印務局（页面存档备份，存于）
- 行政長官批示，公佈《公務人員出外公幹指引》。印務局（页面存档备份，存于）
- 互聯網研究學會發表《澳門數碼生活2011研究報告》。會長張榮顯表示，居民透過互聯網表達意訴求已是一種趨勢並會成為影響社會的輿論，政府必須重視。市民日報[]

## 6月19日
- 澳門新視角學會連續第三次對特區政府施政的跟蹤調查顯示，受訪者對政府整體滿意度上升，對行政長官的支持度亦略回升。新華澳報
- 工人自救會和新澳門扎鐵聯合會下午到澳廣視遞信，要求報道更多本地民生新聞。期間因不滿澳廣視行政總裁梁金泉未有親自接信，推開澳廣視設置的鐵欄，並投擲雞蛋，最後撕毀塗上「黑狗血」的梁金泉照片離去。混亂中，澳廣視一名職員報稱受傷。市民日報[]
- 交通事務局局長汪雲表示，八月新巴士服務運作後，現有巴士路線及票價亦會維持不變。華僑報（页面存档备份，存于）
- 燃委會主席鄺錦成提醒各石油氣營運商抓緊時間，自覺於下星期四限期前按協議完成搬遷至臨時中途倉的工作，否則將轉介權限部門跟進。澳門日報

## 6月18日
- 一名保安員、一名老翁及一名中年婦人分別被發現在黑沙環對開海面、黑沙環海濱花園和台山濠江花園跳海和跳樓身亡。澳門日報澳門日報
- 香港大學民意研究計劃總監鍾庭耀認為，澳門現時民調工作屬起步階段，部份社團和利益團體所做的調查可能不科學，並帶有預設立場。華僑報（页面存档备份，存于）
- 澳門柿山哪咤古廟值理會主席陳雄生表示，該會計劃今年將哪咤誕申報《澳門非物質文化遺產名錄》。市民日報[]

## 6月17日
- 行政長官崔世安率團前往福州，出席「閩澳高層會晤」、第九屆「中國海峽項目成果交易會」及「活力澳門推廣週」活動。新聞局（页面存档备份，存于）
- 小潭山超高樓宇：
  - 一個由本地藝術家在社交網站facebook開設的聲援保育群組不足四十八小時被關閉。正報
  - 新澳門學社將較早前「公投」的結果及市民意見書呈交土地工務運輸局。正報
  - 土地工務運輸局表示，已將五百份意見書上網公示。新聞局（页面存档备份，存于）
  - 行政長官崔世安透露，已與運輸工務司司長開會討論事件。政府樂見居民表達意見，將以高度透明的方式，綜合、分析收集到的意見並進一步研究，更會讓居民清晰了解獨立環評報告內容。澳門日報
- 就立法議員高天賜指收到可靠消息，有關當局有意將一幅較早前收回、位於氹仔龍環葡韻，原計劃作環保綠化的土地改為巴士和旅遊車的停車場，工務局回應稱，這幅土地利用尚未有最終定案。華僑報（页面存档备份，存于）
- 澳電月內第三度發生停電事件。亞豐素街濠江小學附近一段地下高壓電纜故障，引致附近二千多戶停止達廿一分鐘。市民日報[]
- 澳門地產業總商會會長鍾小健指特別印花稅出臺後業界兩成半失業。新華澳報

## 6月16日
- 受天氣影響，今年第一次月全蝕在本澳的觀測受到限制。市民日報[]
- 新濠博亞娛樂有限公司宣布收購星麗門項目發展商的六成股權，項目爭取於明年初復工，預計於2015年第一或第二季開幕，總投資約為17億美元。市民日報[]
- 第十一屆華語電影傳媒大獎首次於澳門舉行，《當愛來的時候》奪得最佳影片。新華澳報
- 行政長官崔世安與到澳門出席辛亥革命紀念活動的全國人大副委員長周鐵農會面。新聞局（页面存档备份，存于）
- 王光亞訪澳：
  - 國務院港澳事務辦公室主任王光亞結束在澳的工作考察，經澳門國際機場返回北京。他指出澳門要有更好的發展，要提高各方面的層次，首要是做好教育及人才培訓的工作。另外他又認為，特區政府高度關注居民的住屋問題，也下了很大的力氣，建房也比較快。新聞局（页面存档备份，存于）
  - 王光亞上午參觀路環，並品嚐葡撻。頭條日報（页面存档备份，存于）
- 珠澳口岸人工島填海工程已完成近半，會按目標在2012年年底完工，至於島上的澳門口岸則未有定案。正報
- 行政長官崔世安與行政長官選舉委員會委員就《粵澳合作框架協議》舉行座談會。新聞局（页面存档备份，存于）
- 六項石油產品月內第二次調整價格。華僑報（页面存档备份，存于）
- 第13屆世界夏季特殊奧運會澳門代表團向行政長官崔世安辭行。行政長官向代表團授予特區區旗。澳門會展經濟報（页面存档备份，存于）
- 有私校教師在業界集思會上指，《私立學校教學人員制度框架》第三稿比之前明顯退步擔心，學校會「鑽空子」剝削低職級教師，或提前將高職級教師解僱。澳門日報

## 6月15日
- 王光亞訪澳：
  - 港澳辦主任王光亞先後視察澳門新城區和石排灣公屋進度、巡視新橋和筷子基，並在澳門文化中心與社團代表座談。新聞局（页面存档备份，存于）
  - 四個團體到中聯辦遞信。澳門日報
- 檢察院已完成一宗前司警人員闖司警局企圖燒火案的偵訊檢控工作，以持有禁用武器罪對被告提出控訴。華僑報（页面存档备份，存于）
- 第三次珠澳合作專責小組會議在珠海召開。新聞局（页面存档备份，存于）

## 6月14日
- 王光亞訪澳：
  - 國務院港澳事務辦公室主任王光亞抵達外港客運碼頭，展開為期三天的工作考察。傍晚與行政長官崔世安及特區的行政、立法和司法機構負責人進行工作會面。新聞局（页面存档备份，存于）
  - 王光亞晚上參觀了美高梅、威尼斯人、新葡京和澳門銀河。澳門日報
- 司警公佈兩宗風化案，其中一宗為男小學生利誘女同學供其摸胸。另一宗為正接受社工局入職訓練的男子涉嫌雞姦一名學生。正報
- 就近日有大批專科醫生考生被判不合格，衛生局計劃盡快再次開展全科實習醫生的開考。新聞局（页面存档备份，存于）
- 檢察院完成去年四月中旬發生在氹仔大潭山建築地盤將受重傷非法勞工棄置的案件的偵訊檢控程序，正式以非法雇用罪、棄置罪和袒護他人等罪起訴九人。新華澳報
- 小潭山超高樓宇：
  - 離島區社諮委關注離島自然環境保護問題，亦促請政府採納市民意見。而民署管委會主席譚偉文表示，會將社諮會委員的意見向相關職能部門反映。華僑報（页面存档备份，存于）

## 6月13日
- 小潭山超高樓宇：
  - 立法議員吳在權指出政府應該一視同仁對待所有申請，不應以新的標準審批。正報
  - 立法議員關翠杏重申，現階段應暫停所有涉及自然景觀和生態環境的個案審批，並稱當局需盡快為土地批給公開旁聽制度訂立明確的規範和指引。正報
- 政府設立物流業發展委員會。印務局（页面存档备份，存于）
- 立法會一般性通過《規範進入娛樂場和在其內逗留及博彩的條件》法案，禁止21歲以下人士進入賭場或於賭場任職。新華澳報
- 司警偵破早前一名韓國女子被殺的案件，一名韓國男子被捕。司警強調兩人並不相識，案件屬劫殺而非「執行家法」。現代澳門日報[]
- 民署就6月9日一宗兩名稽查人員日前在執勤時，被遭檢控違反《公共地方總規章》的市民用鐵樋襲擊受傷的事件，表示強烈譴責。華僑報（页面存档备份，存于）
- 三個的士團體提出加價方案，建議起錶加兩元至十五元；其後每跳二百三十公尺減至二百二十公尺，收一點五元。澳門日報

## 6月12日
- 節能周揭幕。環保局副局長韋海揚指局方正就光污染進行研究。正報
- 能源辦主任山禮度指，澳電在縮短停電後恢復供電的時間方面仍有很大改善空間。正報
- 有份評核因合格率超低引起爭議的專科醫生招聘試的衛生局醫生協會會長蔡念，在一論壇上表示，引入多選扣分題是希望讓考生綜合思考，並指出合格率偏低可能是考生不適應新考題，但他不認同與考生能力有關以及是衛生局故意提高門檻。華僑報 （页面存档备份，存于）
- 澳門中華新青年協會理事長高岸聲建議，政府藉2012年固網服務開放的契機，加快開放及提供三網融合服務，並實現網絡將管理和使用分家。新華澳報

## 6月11日
- 小潭山超高樓爭議：
  - 新澳門學社舉行首場保護小潭山街頭全民「公投」行動。華僑報（页面存档备份，存于）
  - 澳門建造業環境保護學會會員大會主席梁頌衍認為，社會對計劃應通過理性分析與綜合考慮，並平衡不同意見。澳門日報[]
  - 立法議員劉永誠認為，澳門土地資源匱乏，必須有效和充分利用土地資源，但同時亦要考慮與環保之間的平衡發展。澳門日報[]
- 第十一屆澳門荷花節在龍環葡韻揭幕。市民日報[]

## 6月10日
- 社會保障基金表示，有關未被列入2011年中央儲蓄制度臨時名單的通知信已全部發出，如查詢後確認自己未被列入臨時名單，需於7月31日前進行在澳狀況確認程序。新聞局（页面存档备份，存于）
- 一名韓國女子被發現綑綁手腳及毛巾蓋面，伏屍氹仔一大廈單位房間地上。現代澳門日報[]
- 台灣塑化劑事件：
  - 政府宣佈回收多種食品、營養食品和藥物。新聞局（页面存档备份，存于）新聞局（页面存档备份，存于）新聞局（页面存档备份，存于）
- 國務院公佈「第三批國家級非物質文化遺產名錄」，其中澳門的「道教科儀音樂」、「南音說唱」與「魚行醉龍節」入選。新華社（页面存档备份，存于）
- 黑沙海灘和竹灣海灘分別出現紅潮。新聞局（页面存档备份，存于）
- 房屋局局長譚光民表示，單以仲裁中心的成立並不能完全及徹底解決樓宇管理的複雜問題。華僑報（页面存档备份，存于）
- 一名駕電單車男子疑行駛中失控，撞向友誼大橋中心防撞欄，倒地受重傷，送院搶救後不治。正報
- 終審法院判處政府在對前財政局局長劉玉葉作出停職九十天行政處分的上訴案中敗訴，當中主要原因是政府所委任的預審員對劉玉葉涉嫌違規紀律調查報告出現前後矛盾以及錯誤地援用了法律條款。判決書
- 本澳受到熱帶風暴莎莉嘉的影響，上午十時半懸掛一號風球，是今年首個影響本澳的熱帶氣旋。澳門日報

## 6月9日
- 台灣塑化劑事件：
  - 衛生局宣佈回收一批含有塑化劑的藥物。新聞局（页面存档备份，存于）
- 政府宣佈批准四家經營澳門至香港及深圳航線的船公司的加價申請，平均達11%，7月1日起生效。新聞局（页面存档备份，存于）
- 「粵港澳三地警方刑偵主管第十七次工作會晤」一連兩天在香港舉行。警察總局局長白英偉率領澳門警方代表團參加。新聞局（页面存档备份，存于）
- 土地工務運輸局斜坡安全工作小組於即日展開斜坡巡查和勘察工作。根據最新數據，受本局監察的斜坡共190個，屬高風險級別的共有11個，較2010年同期減少了5個，中度風險斜坡有六十六個。新聞局（页面存档备份，存于）
- 小潭山超高樓宇：
  - 民航局表示，2007年以後再沒有收到申請小潭山項目豁免限高，又指由於欠缺資料，難以評估對航空交通的威脅。正報
- 運輸工務司司長辦公室主任黃振東向媒體介紹特別印花稅時預料，澳門樓價將逐漸傾向合理，他再次提醒市民投資樓市，必須非常審慎。新華澳報
- 澳電表示，已收到一宗因早前停電求償的個案，又表示已向政府提交最近兩次停電的報告。市民日報[]
- 澳門電子媒體業協會理事長王俊光表示，澳門在兩岸四地中的網速明顯較慢。另外澳門電腦商會會長姚健池表示，由於接駁到外地的頻寬不足，故瀏覽外地網站時可能較緩慢。澳門日報

## 6月8日
- 台灣塑化劑事件：
  - 食品安全統籌小組下設技術小組首次驗出一種台灣生產的方塊酥含有DEHP。新聞局
- 運輸工務司司長劉仕堯表示，未來經濟房屋在十六年禁售期後補差價可流入私人市場，同時建議政府擁回購經屋優先權、所有經屋必須賣給澳門居民，從而由「姓公」或「姓私」變成「姓澳」。澳門日報
- 有指內地官方稱，工人民生力量聯合會較早前捐款到甘肅省舟曲縣的帳目混亂，需要追究。為該會成員的一甘姓女子怕受牽連，向傳媒澄清自己對有關帳目全不知情。華僑報（页面存档备份，存于）
- 小潭山超高樓宇：
  - 運輸工務司司長劉仕堯指，需要在發展與保育之間取得平衡。他重申政府會嚴格按現有的法例、法規來處理小潭山的項目，也會充份聽取社會意見，又指已要求發展商將環境評估範圍由二百米擴展到五百米。正報
  - 立法會議員何潤生指發展商的言論是公然挑戰政府，促請當局三思是否適宜批准。正報
  - 立法會議員關翠杏指政府應「當機立斷」凍結審批開挖山體的申請。若發展商提出訴訟，她支持政府面對。正報

## 6月7日
- 台灣塑化劑事件：
  - 衛生局宣佈回收一種被驗出含DEHP、來自台灣的口腔膏。新聞局（页面存档备份，存于）
- 樓宇管理仲裁中心正式運作，仲裁委員會也舉行首次工作會議，共20多名正選及候補委員出席會議。新聞局（页面存档备份，存于）
- 立法會以緊急程序通過《關於移轉居住用途不動產的特別印花稅》法案。未來一年內轉售的住宅單位須付百分之二十特別印花稅，超過一年但不超過兩年的轉售亦須付百分之十。澳門日報
- 小潭山超高樓事件：
  - 小潭山地段發展商召開記者會，強調項目計劃是依照法例作出，政府應根據現行法例批准。至於發展商所做的交通評估和環評之報告，發展商未允公開。華僑報（页面存档备份，存于）
- 立法議員陳明金質疑運輸工務司司長三月底批出氹仔大潭山的土地給香港華人置業全資附屬公司，部份原本由澳葡政府批給機場專營公司，當中有可涉及利益輸送。正報

## 6月6日
- 全國政協副主席、前澳門特別行政區行政長官何厚鏵今日啟程前往東帝汶首都帝力，開展對東帝汶及新加坡的四天訪問行程。新聞局（页面存档备份，存于）
- 有傳媒查詢早前舉行全科實習醫生考試共316人投考只有2人合格合格率偏低一事，衛生局收到典試委員會的報告後表示，這與考試題目及考試計分制度較嚴謹有關。新聞局（页面存档备份，存于）
- 治安警情報廳搗破一個內地扒竊集團，在內港區濠江酒店拘捕十四名廣西男子。子現代澳門日報[]
- 體發局副局長戴祖義昨日表示，爭取望廈體育館運作至八月底暑假過後才拆卸。華僑報（页面存档备份，存于）
- 澳博常務董事梁安琪促請政府盡快批准在路氹城的發展項目。市民日報[]
- 一名女荷官懷疑因產後抑鬱症在氹仔泉鴻花園住所墮下斃命。另外一名來自內地的地盤管理員被發現暴斃床上。正報
- 澳門國際龍舟邀請賽結束，中國南海九江隊包辦公開組、女子組標準龍五百米賽冠軍。新華澳報
- 工務局計劃以批量處理方式，集體發出清拆通知，並設立電腦追蹤系統，跟蹤所有已立案的僭建個案，直至完成清拆為止。澳門日報

## 6月5日
- 審計長何永安首次應邀以觀察員身份參加在葡萄牙里斯本舉行的第八屆歐洲國家最高審計機關(EUROSAI)大會大會。新聞局（页面存档备份，存于）
- 環境保護局與街總推行垃圾分類回收獎勵計劃。新聞局（页面存档备份，存于）
- 約250名市民素食，慶祝世界環境日。新華澳報[]
- 衛生局公佈，兩名外勞前天懷疑食物中毒，送山頂醫院急診室，無需留院。衛生局（页面存档备份，存于）
- 澳門自來水在青洲自來水廠舉辦開放日。市民日報[]
- 消委會指在近期抽驗的三十個粽子樣本中，只有一個含硼砂。華僑報（页面存档备份，存于）
- 戒毒康復協會舉辦步行活動，呼籲社會關注愛滋病，消除歧視。澳門每日時報
- 台灣塑化劑危機：
  - 民署管委會代主席李偉農表示，店舖張貼的食品安全聲明須符合法例要求。澳門日報
- 有內地動物福利組織致函澳洲總理茱莉雅·吉拉德，要求禁止向澳門出口格力狗。組織指澳門賽狗會濫殺犬隻。南華早報

## 6月4日
- 三百名市民參加民聯會在玫瑰堂前地舉行的六四燭光晚會。同時在議事亭前地有四川學生表演，慶祝國際兒童節。澳門電台（页面存档备份，存于）
- 貫通白朗古將軍大馬路的工程動工，爭取在今年第四季竣工通車。新聞局（页面存档备份，存于）
- 治安警在青洲截獲三名懷疑涉及多宗電單車盜竊案的青少年，當中一人為未成年人。新聞局（页面存档备份，存于）
- 環保局表示，計劃今年在焚化爐設廚餘處理設施，以及展開廚餘處理再利用的研究；未來亦會透過即將成立的環保與節能基金，資助符合條件的飲食業、學校和社團購置廚餘處理設施，推廣廚餘再回收利用。市民日報[]
- 澳大博彩研究所所長馮家超認為，有需要把負責任博彩推廣至小額博彩項目。澳門日報

## 6月3日
- 澳門不足兩天內發生第二宗長時間停電事件。俾利喇街和賈伯樂提督街附近一帶於晚上七時許一度停電，其中有五百戶停電時間較長，到晚上九時十分才恢復供電。新華澳報
- 行政法務司司長陳麗敏回應有關政制發展的質詢時指政府收到的意見是要求集中發展經濟，改善民生。行政暨公職局局長朱偉幹更指出，在收集到的意見中，要求普選行政長官和全面直選立法會議員的則是寥寥可數。正報
- 治安警局長李小平就警方回應五一遊行中阻撓記者採訪的質詢時表示，社會支持公民記者拍攝遊行活動，警方的攝錄「按道理亦應得到支持的」。正報
- 環境保護局表示，2010年9月至2011年3月間，在路氹城生態保護區內共記錄了104種鳥類，佔澳門鳥類種數的34.7%，其中三種首次在本澳出現。另外過去的冬天有53隻黑臉琵鷺在澳越冬。新聞局（页面存档备份，存于）
- 美高梅中國首日掛牌，收市升1.8%，是澳門最後一家上市的博企。華爾街日報（页面存档备份，存于）
- 土生女子召開記者會，指因於一宗頂包案中推翻口供被警方恐嚇和騷擾。司警指如果事主精神狀況證明正常，將刑事追究。華僑報 （页面存档备份，存于）華僑報（页面存档备份，存于）
- 警方揭發有人打通三個單位作非法旅館，其中四人懷疑操控賣淫及賣淫。市民日報[]
- 一名老婦在大堂巷家中懷疑因鬱鬱企圖自焚，經搶救脫險。澳門日報

## 6月2日
- 台灣塑化劑危機：
  - 衛生局宣佈回收一種含塑化劑的藥物。新聞局（页面存档备份，存于）
- 黑沙環建華大廈一帶凌晨停電接近三小時。澳門每日時報
- 司警指一名準備舉行針對該局執法工作的記者會的土生女子曾報假案，並侮辱局方領導人員。澳門日報
- 立法會口頭質詢：
  - 對於石油產品年內多次加價，經濟局局長蘇添平指出，以香港油價變動的情況來比較，實情是「加慢減快」。正報
  - 議員馮志強呼籲政府不要被高喊住房問題嚴重的議員牽著鼻子走。吳國昌則指出，房屋局藉著政府增加低薪工資補貼和養老金的機會，把以上合共得到六千四百元的、依靠低薪維生的長者踢出社屋申請名單。正報
  - 交通事務局局長汪雲指，八月一日新巴士營運模式正式實施後，將有四百輛設有全球定位系統的全新巴士投入服務。會後他指出的士申請的加價幅度達15%，而非業界所指的8.6%。正報正報
  - 港務局局長黃穗文表示年底會收回外港客運碼頭管理權，會後又表示已批准四家船公司較早前提出的加價申請。正報正報
  - 運輸工務司司長劉仕堯指，未來經濟房屋入息上限會與市場掛鉤，確保線上水平的人士有能力購買私人樓宇。華僑報 （页面存档备份，存于）

## 6月1日
- 塑化劑危機：
  - 衛生局及食品安全統籌小組分別宣佈回收五種藥品及一款蒟蒻椰果。新聞局（页面存档备份，存于）新聞局（页面存档备份，存于）
- 澳門大學在當天公佈的「兩岸四地大學排名」排行第72，澳門科技大學排行第82。中新社
- 澳門青年動力到環境保護局遞信，要求嚴肅處理焚化爐管理問題，並要求政府收回小潭山土地並拒絕置換申請。現代澳門日報[]
- 環保局副局長黃蔓葒表示，當局已就環境影響評估制訂編寫報告書指引，並計劃於今年下半年就環評制度進行公開諮詢。澳門日報澳門日報
- 澳門社區發展協會就輕軌走線原訂與運建辦官員會面，然而高層人員最後並未現身。在場的代表亦未有對居民意見作任何回應。正報
- 對於首季青少年犯罪上升85.7%，保安司司長張國華表示，保安當局非常關注，並承諾加強相關措施，攜手預防青少年犯罪。他又表示已經收到五一遊行警務報告，但未有透露內容。新聞局（页面存档备份，存于）華僑報（页面存档备份，存于）
- 近千名澳門師生參觀氹仔駐澳解放軍軍營。新華澳報
- 經濟財政司司長譚伯源昨表示，有關橫琴開發的優惠政策建議，預計今年下半年可獲中央批覆，屆時當局會挑選一些符合條件的項目，以「澳門企業」身分向珠海推薦進入橫琴發展。市民日報[]